# Randia tetracantha
Randia tetracantha är en måreväxtart som först beskrevs av Antonio José Cavanilles, och fick sitt nu gällande namn av Dc.. Randia tetracantha ingår i släktet Randia och familjen måreväxter. Inga underarter finns listade i Catalogue of Life.